# Polichno (powiat kielecki)
Polichno – wieś w Polsce, położona w województwie świętokrzyskim, w powiecie kieleckim, w gminie Chęciny.
| SIMC    | Nazwa     | Rodzaj                               |
| ------- | --------- | ------------------------------------ |
| 0234376 | Gościniec | przysiółek wsi (zniesiona w 2023 r.) |

W latach 1975–1998 miejscowość należała administracyjnie do województwa kieleckiego.
W Polichnie znajduje się kościół rzymskokatolicki i Szkoła Podstawowa im. gen Stanisława Skalskiego. W miejscowości działa Klub Tenisowy „IKAR-GEM”.
W latach 1932–1939 i 1946–1950 funkcjonowała w Polichnie szkoła szybowcowa, w której szkolili się, m.in. Stanisław Skalski i Tomasz Smolicz.